# 에스에이티이엔지
에스에이티이엔지(Solution Advanced Technology Co. Ltd.)는 대한민국의 디스플레이 기업이다. 본사는 경기도 시흥시 엠티브이26로58번길 25 (정왕동)에 위치해 있으며 대표이사는 소진석이다.

## 자회사
- 에코케미칼

## 상장
2021년 12월 아이비케이에스제14호스팩과 합병을 하여 코스닥시장에 상장하였다.

## 참고문헌
1. ↑  
배요한, 에스에이티이엔지 자회사, 2차전지 소재 양산 막바지...내년 본격 가동, 뉴스핌, 2022년 10월 19일
2. ↑  에스에이티이엔지, 2차전지 소재 부각…"4년뒤 매출 1500억 달성 목표", 한국경제, 2021년 12월 2일
3. ↑  IBK투자 “에스에이티이엔지, 2차전지 소재 양산하는 2024년 매출 성장”, 비즈니스포스트, 2023년 6월 16일